# Sunni Surty Jammat
Les Sunnis Surty Jammat sont des ressortissants indiens installés en grande partie à l'île de la Réunion, à l'île Maurice et à Madagascar. Leurs ancêtres commerçants proviennent à l'origine du district de Surat dans le Gujarat indien.
Ceux qui sont arrivés à Madagascar dès la fin du XVIIe siècle sont désignés sous le nom de Karanes. Emigrés au XXe siècle, à l'île de La Réunion et à l'Ile Maurice où ils ont prospéré, sont appelés Zarabes.